# 马采尔·霍萨
马采尔·霍萨（1981年10月12日—），斯洛伐克男子冰球运动员。他曾代表斯洛伐克国家队参加2006年、2010年和2014年冬季奥林匹克运动会冰球比赛，最好名次为2010年冬季奥运会的第四名。

## 家庭
哥哥马里安·霍萨。